# مانويل دي آبرو
مانويل دي آبرو (بالبرتغالية: Manuel Dias de Abreu‏) هو عالم وطبيب وشاعر برازيلي، ولد في 4 يناير 1894 في ساو باولو في البرازيل، وتوفي في 30 يناير 1962 في ريو دي جانيرو في البرازيل.